# Утра (озеро)
У́тра (ест. Utra lump) — природне озеро в Естонії, у волості Вастселійна повіту Вирумаа.

## Розташування
Утра належить до Чудського суббасейну Східноестонського басейну.
Озеро лежить на південній околиці села Ортума.

## Опис
Загальна площа озера становить 0,2 га. Довжина берегової лінії — 187 м.